# تدرارة (تحناوت)
تدرارة هي إحدى مشيخات المملكة المغربية، تتبع جغرافيا لإقليم الحوز وإداريًا لتحناوت. يقدر عدد سكانها بـ 6013 نسمة حسب الإحصاء الرسمي للسكان والسكنى لسنة 2004.